# Richard Nyirishema
Richard Nyirishema ist ein ruandischer Basketballspieler und Politiker. Von August bis Dezember 2024 war er Sportminister Ruandas.

## Ausbildung und Karriere
Nyirishema hat einen Bachelorabschluss in Bauingenieurwesen und Umwelttechnologien vom Kigali Institute of Science and Technology (KIST). Er arbeitete in verschiedenen ländlichen Entwicklungsprojekten. Zwischen 1997 und 2007 spielte Nyirishema in der ruandischen Basketballliga und wurde Anfang der 2000er Jahre in die Basketballnationalmannschaft berufen. Im Jahr 2016 wurde er Vizepräsident verantwortlich für Wettbewerbe der Rwanda Basketball Federation (französisch Fédération Rwandaise de Basketball, kurz FERWABA). Im August 2024 ernannte Präsident Paul Kagame ihn als Nachfolger von Aurore Mimosa Munyangaju, die das Amt seit November 2019 innehatte, zum Sportminister. Am 24. Dezember 2024 ersetzte Nelly Mukazayire Nyirishema als Sportminister.